# Ivette Vergara
Ivette Marilú Vergara Ulloa (Santiago, 26 de febrero de 1972) es una periodista, modelo y presentadora de televisión chilena. Ha participado en programas como Día a día de TVN y Mucho gusto de Mega.

## Biografía
Nació el 26 de febrero de 1972. Es hija del excapitán de ejército Aquiles Vergara Muñoz, condenado por homicidio calificado en el denominado Caso Puerto Aysén en 1973, ocurrido durante la dictadura militar de Augusto Pinochet.

## Carrera
En 1990, con solo 17 años, fue candidata a Miss Chile, donde obtuvo el título de «Miss Paula». La ganadora del certamen fue la antofagastina Uranía Haltenhoff.
En 1992, mientras estudiaba Tecnología en Alimentos en la Universidad de Santiago de Chile, protagonizó el videoclip de la canción «No te portes mal» del grupo argentino GIT.
Fue Miss Chile Para Miss Interamericana 1993 Que se celebró en Lima Perú Fue Traje Típico de la selección chilena de fútbol femenino 
Para 1993, Ivette tuvo un paso por el espacio musical Top 30 en La Red, el que sería posteriormente conducido por Rafael Araneda.
En 1994 llegó a TVN para realizar su práctica de periodismo, estación donde realizaría el programa de videoclips Telekinesis. También cubrió la Copa Mundial de Fútbol de 1994 en el Área Deportiva de Canal 7. Su primera incursión como animadora fue en 1995 con el programa interactivo Hugo, donde estuvo hasta 1997.
En 1998 debutó en la conducción de Día a día, un programa misceláneo emitido al mediodía y donde se mantuvo por cuatro años.
Tras una etapa dedicada a la crianza de sus hijos, en 2006 regresó como reportera en terreno del entonces nuevo matinal de Chilevisión Gente como tú. Se mantuvo cuatro años en ese rol, además de conducir el Festival del Huaso de Olmué en 2010.
En 2010 emigró a La Red donde fue la primera conductora de Mujeres primero, de donde fue despedida a las pocas semanas. En 2012 formó dupla con Ricardo Astorga en el programa de viajes La ruta de Gengis Khan de TVN.
En 2013 llegó a Mega como reportera de un programa de servicios llamado A viva voz, el que fue sacado del aire por baja audiencia. A continuación se integró al panel del programa matinal Mucho gusto, con Luis Jara y Katherine Salosny, siendo parte del momento de mayor éxito del programa en 2014. A fines del mismo año, es llamada a animar la siguiente versión del Festival de Dichato.
Luego de seis años como panelista, en mayo de 2019 anunció su retiro de Mucho gusto.
Tras tres años alejada de proyectos estables en televisión, a fines de septiembre de 2022 se anunció su regreso a TVN, donde asume proyectos en el área deportiva, además de la conducción de Famosos a clases, programa que dejó la renunciada Karen Doggenweiler.En marzo de 2025 comenzó a conducir TV+ informa, junto con Álvaro Escobar.

## Vida personal
Fanática del deporte y, particularmente del voleibol, llegó a ser seleccionada chilena de la especialidad, participando del equipo de la Universidad de Chile en esa rama.
En 1996, se casó con el empresario Sergio Edgardo Kozak, matrimonio que sería disuelto legalmente en 1998. El 10 de noviembre de 2000, contrajo segundas nupcias con el periodista y relator deportivo Fernando Solabarrieta, de quien se separaría en el año 2024.
Fue protagonista de un mediático escándalo en el año 2000, ya que estando casada con su primer esposo, se le atribuyó la paternidad de su hijo Nicolás a este, aunque en realidad era fruto de una infidelidad con Solabarrieta, quien interpondría una acción de impugnación de paternidad y, conjuntamente, una acción de reclamación de la misma en tribunales, confirmándose la relación extramatrimonial y, mediante una prueba de ADN, que el hijo no era del primer esposo. El caso culminó en 2005.

## Televisión

#### Programas de televisión
| Año              | Programa                       | Canal       |
| ---------------- | ------------------------------ | ----------- |
| 1993–1994        | Top 30                         | La Red      |
| 1994             | Telekinesis                    | TVN         |
| 1994             | Copa Mundial de Fútbol de 1994 | TVN         |
| 1995             | El chapuzón                    | TVN         |
| 1995–1997        | Hugo                           | TVN         |
| 1996             | Hola verano                    | TVN         |
| 1998–2000 / 2002 | Día a día                      | TVN         |
| 2003             | Ángeles                        | Chilevisión |
| 2006–2010        | Gente como tú                  | Chilevisión |
| 2010–2011        | Mujeres primero                | La Red      |
| 2012             | La ruta de Gengis Khan         | TVN         |
| 2013             | A viva voz                     | Mega        |
| 2013–2019        | Mucho gusto                    | Mega        |
| 2022             | Famosos a clases               | TVN         |
| 2025–act.        | Tv+ Informa                    | TV+         |

#### Festivales
| Año       | Festival                    | Canal       |
| --------- | --------------------------- | ----------- |
| 2009-2010 | Festival del Huaso de Olmué | Chilevisión |
| 2014      | Viva Dichato                | Mega        |
| 2023      | Festival del Huaso de Olmué | TVN         |

#### Teleseries
| Año  | Teleserie               | Personaje  | Canal    |
| ---- | ----------------------- | ---------- | -------- |
| 1992 | Fácil de amar           | Sofía      | Canal 13 |
| 1993 | Marrón glacé            | Daisy      | Canal 13 |
| 1998 | Mi abuelo, mi nana y yo | Ella misma | TVN      |